# Operetka

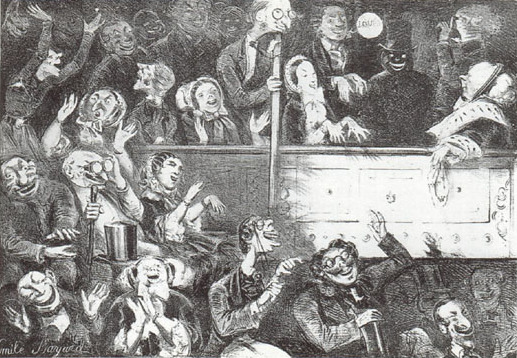
Widzowie oglądający przedstawienie w Les Bouffes parisiens

Operetka (wł. operetta) – sceniczny utwór muzyczny z dialogami mówionymi, zbliżony do opery, charakteryzujący się lekką, melodyjną muzyką i komediową akcją.
Operetka jako gatunek spokrewniona jest z wodewilem, singspielem oraz z operą komiczną.

## Charakterystyka
Operetka stanowi formę widowiska muzycznego, które łączy lekką melodyjną muzykę z akcją sceniczną o charakterze komediowym. Włoski termin źródłowy dla nazwy operetki operetta oznacza małą operę. Na całość widowiska składają się partie wokalne (arie, duety, partie wielogłosowe i chóralne), instrumentalne (towarzyszące śpiewakom bądź mające postać samodzielnych interludiów) i taneczne (tańce solowe i wstawki baletowe) przeplatane fragmentami niemuzycznymi: monologami, dialogami i scenami zbiorowymi. Operetkę rozpoczyna uwertura stanowiąca przegląd głównych tematów muzycznych utworu. Zakończenie operetki ma najczęściej formę rozbudowanego finału muzycznego wykonywanego wspólnie przez solistów, chór i orkiestrę. Do charakterystycznych cech operetki zaliczyć można lekki, żartobliwy temat, melodyjność arii (często funkcjonujących jako samodzielne utwory sceniczne), optymistyczne zakończenie perypetii (najczęściej sercowych) głównych bohaterów i nieskomplikowane libretto. Istotną częścią przedstawień operetkowych jest ich strona choreograficzna, częste przeplatanie scenami baletowymi występów śpiewaków.
Operetka wywodzi się z angielskich oper balladowych w typie Opery żebraczej Johna Gaya i francuskiego wodewilu, grywanego w XVII wieku na jarmarkach. Rozwój wodewilu doprowadził z jednej strony do powstania farsy, z drugiej formy muzycznej będącej poprzedniczką operetki. Duży wpływ na wykształcenie się operetki jako samodzielnego gatunku muzycznego miał też rozwój opery buffa, szczególnie francuskiej, reprezentowanej przez P.A. Monsigny’ego, A. Grétry’ego, N. Dalayraca, A. Adama i D. Aubera.

## Historia

### Operetka paryska
Operetka narodziła się we Francji za panowania Napoleona III. W okresie bujnego rozwoju życia artystycznego i powstawania teatrzyków bulwarowych. W jednym z nich zwanym „Boulevard du Temple” zostało w 1848 roku wystawione widowisko muzyczne  Don Quichotte et Sancho Pança. Właścicielem teatrzyku, autorem widowiska i odtwórcą głównej roli był F. Hervé.Widowisko to uznawane jest za pierwszą nowoczesną operetkę. Współtwórcą gatunku i najwybitniejszym przedstawicielem operetki paryskiej był Jacques Offenbach.
Do największych osiągnięć Offenbacha należą: Orfeusz w piekle (1858), Piękna Helena (1864), Życie paryskie (1866) i Wielka księżna Gérolstein (1867), uznawane za arcydzieła muzyki operetkowej. Do swoich utworów Offenbach wprowadził żywiołowy taniec pochodzenia algierskiego – kankan, który przez wiele lat cieszył się olbrzymim powodzeniem w całej Europie.

### Operetka wiedeńska
Operetka wiedeńska rozwinęła się pod wpływem operetki paryskiej. Jej inicjatorem był F. von Suppé. W 1860 roku wystawił on w Wiedniu swoją operetkę Pensjonat. Datę tę uznaje się za początek operetki wiedeńskiej. Cechą charakterystyczną operetki wiedeńskiej jest zastąpienie, królującego w operetce paryskiej, kankana, walcem, który, dzięki Johannowi Straussowi, stał się głównym tańcem europejskim przełomu wieków.
I okres operetki wiedeńskiej, zwany również klasycznym lub złotym obejmuje lata od 1860 roku do końca stulecia. Najwybitniejszym przedstawicielem złotego okresu operetki wiedeńskiej był Johann Strauss syn (1825–1899). Debiutował w 1871 roku operetką Indygo, po niej wystawił z sukcesem: Zemstę nietoperza (1874), Noc w Wenecji (1883), Barona cygańskiego (1885), Wiedeńską krew (1899). Oprócz Straussa wybitnymi przedstawicielami tego okresu byli: F. von Suppé (1819–1895); do jego najpopularniejszych utworów należą: Piękna Galatea (1865) i Boccaccio (1879); K. Millöcker (1842–1899), autor między innymi Studenta-żebraka (1882) i Gasparonne’a (1884); K. Zeller (1842-1892) autor Ptasznika z Tyrolu i R.F. Genée (1823–1895); Karl Michael Ziehrer (1843–1922); autor między innymi operetek Die Landstreicher (Włóczędzy), Die drei Wünsche (Trzy życzenia) oraz Der Fremdenführer (Przewodnik).
Po kilkuletnim kryzysie na przełomie XIX i XX wieku pojawiła się druga generacja kompozytorów tworzących do lat 30. XX stulecia. Najwybitniejszym twórcą tego okresu, zwanego też srebrnym, był Franz Lehár, który w 1905 roku odniósł wielki sukces Wesołą wdówką. Po niej odnosił jeszcze sukcesy: Hrabią Luksemburgiem (1909), Cygańską miłością (1910), Paganinim (1925), Carewiczem (1927), Krainą uśmiechu (1929). Oprócz Lehára do wybitnych przedstawicieli srebrnej operetki należą Edmund Eysler autor Brata Straubingera (1903), Oscar Straus, autor Czaru walca (1907), Leo Fall twórca Księżniczki dolara (1907), Róży Stambułu (1916), Madame Pompadour (1922). Twórcy II okresu operetki wiedeńskiej stanowili grupę bardziej międzynarodową od ich poprzedników i częściej w swej twórczości sięgali po melodie węgierskie, czeskie czy nawet polskie. Z Węgrami związany był Lehár. Węgrem z pochodzenia był Imre Kálmán twórca Manewrów jesiennych (1909), Księżniczki czardasza (1915) i Hrabiny Maricy (1924). Z Czech pochodził Oskar Nedbal, autor Polskiej krwi (1913).

### Operetka w Polsce
W okresie zaborów istniały na ziemiach dawnej Polski dwie sceny muzyczno-teatralne, gdzie wystawiano operetki – Teatr Wielki w Warszawie (Warszawskie Teatry Rządowe) i Teatr Wielki we Lwowie. Zarówno w Warszawie, jak i we Lwowie w skład teatru wchodziły trzy osobne zespoły artystyczne (operowy, operetkowy i dramatyczny). Istnienie polskiej operetki (jako formy twórczości kompozytorskiej) przypada na przełom XIX/XX w. W ostatnich dekadach XIX w. rozwinął się teatr objazdowy, prowincjonalny (zobacz np. Teatry prowincjonalne w Galicji). Dominujący w tych teatrach repertuar lekki (krotochwile, farsy, wodewile, operetki) wymusił na ludziach związanych z tymi teatrami (aktorach, dyrektorach teatrów) adaptowanie zagranicznych utworów do realiów polskich (poza przekładem librett na jęz. polski także trawestacje, skróty, zmiany itd.). Repertuar operetkowy wystawiany był zawsze (czy to w teatrach na prowincji, czy w Teatrze Wielkim we Lwowie czy Warszawie) w języku polskim. Wśród wielu polskich librecistów i tłumaczy operetek na przestrzeni lat wymienić można m.in. takich autorów: Aleksander Bandrowski, Władysław Ludwik Anczyc, Wincenty Rapacki, Adolf Kitschman, Jan Chęciński, Rufin Morozowicz, Leon Sygietyński, a z późniejszych np.: Julian Tuwim, Jerzy Jurandot.
- Polska operetka XVIII/XIX w.: Bodaj pierwszą polską operetką była Tradycja dowcipem załatwiona Macieja Kamieńskiego (1779 r.)[5].

Kolejna to – Agatka, czyli Przyjazd pana z roku 1784 (kompozycja: Jan Dawid Holland). W roku 1804 Józef Elsner skomponował operetkę Siedem razy jeden. W 1853 r. Józef Damse – Gałganduch, czyli Trójka hultajska. Oskar Kolberg (w 1859 r.) – Króla pasterzy. W r. powstała 1864 opera komiczna Stanisława Dunieckiego – Paziowie królowej Marysieńki.
Stanisław Moniuszko napisał kilka operetek (dziś już właściwie nie wystawianych) – Nocleg w Apeninach (1839), Ideał, Kurmaniol, czyli Francuzi lubią żartować (1841/1842), Loterię (1843 r.), Jawnutę (1850), Beatę (1871).
Z pomniejszych utworków (wystawianych jednak bardzo rzadko) w tym czasie wymienić można jeszcze: Żaków Kazimierza Hofmana, Słowiczka, Wilhelma Czerwińskiego (1874), Książę Łobuz Maurycego Falla, Lekcja tańców (z r. 1902) Seweryna Bersona, Luba niewinność (1912 r.) Władysława Lubomirskiego (napisana pod pseudonimem W. Lirski).
Operetka jako forma satyryczna nie była kojarzona ze „sztuką wysoką”. Jej libretta były często przerabiane, dostosowywane do potrzeb chwili (zmieniających się realiów politycznych). Integralną częścią operetki był tzw. kuplet, który wykonywali nierzadko aktorzy komediowi czy nawet dramatyczni (zwłaszcza gdy teatr posiadał pewne braki w obsadzie śpiewaków operetkowych). W Teatrze Lwowskim (ale także i na wyjazdach zespołu operetkowego do Krakowa i na prowincję) zaangażowani byli śpiewacy operetkowi i aktorzy komediowi, m.in.: Gustaw Fiszer, Adolf Kitschman, Marceli Zboiński, Joanna German, Marian Fontana, Adolfina Zimajer, Władysław Terenkoczy, Tadeusz Skalski, Julian Myszkowski, Ludwik Lawiński, Halszka Grimali, Amalia Kasprowiczowa i in.
- 1919-1939: Dwudziestolecie międzywojenne to w Polsce nie tylko okres boomu scen kabaretowych, filmu niemego (później dźwiękowego) czy rewii, ale i operetki, m.in.[8]:
  - 1919 – Franciszek Konior, Seans, libretto: Stanisław Dunikowski
  - 1920 – Wacław Trzecieniecki, Major ułanów, libretto: Julian Krzewiński
  - 1920 – Michał Świerzyński, Czar munduru, libretto: Stefan Turski wg farsy własnej Miłostki wojskowe
  - 1921 – Józef Weber-Wełeszczuk, Incognito
  - 1922 – Aleksander Wiliński, Kaprys Miliarderki, libretto: Wincenty Rapacki (syn)
  - 1922 – Henryk Adamus, Rej w Babilonie (krotochwila w 3 aktach) do tekstu Adolfa Nowaczyńskiego.
  - 1926 – Stanisław Baumann, Romantyczna Amerykanka, libretto: Baumannowa
  - 1927 – Artur Tadeusz Muller, Król Kawy, libretto: Józef Mayen, Marian Hemar
  - 1933 – Ludomir Różycki, Lili chce śpiewać, libretto: Stefania Różycka, Julian Krzewiński
  - 1933 – Anny Gordon, Jacht miłości, libretto: Kazimierz Brodziński, Julian Krzewiński
  - 1933 – Bronisław Horowicz, Niech żyje młodość, libretto: Jerzy Jurandot
  - 1933 – Zygmunt Białostocki, Józef Haftman, Miłość i złoto, libretto: Stanisław Felix
  - 1934 – Tadeusz Muller, Szarotka, libretto: Jerzy Walden
  - 1934 – Oesterreicher i Bernauer, Rajski ogród, oprac. Karol Wyrwicz-Wichrowski, muzyka i teksty piosenek: Jerzy Lawina-Świętochowski
  - 1935 – Jerzy Petersburski, Kochanka z Ekranu, libretto: Tadeusz Biernacki
  - 1936 – Żołnierz królowej Madagaskaru Tadeusz Sygietyński do libretta Julian Tuwima
  - 1939 – Panna wodna – operetka morska Jerzy Lawina-Świętochowski, libretto: Karol Benda, Julian Krzewiński wg pomysłu Juliana Grinsberta („Jima Pokera”).

W operetkach w tym okresie występowało (zwłaszcza w Warszawie czy Lwowie) wiele gwiazd znanych z rewii, kabaretów i filmu: Xenia Grey, Adolf Dymsza, Michał Znicz, Janina Brochwiczówna, Kazimierz Jarocki, Ola Obarska, Wanda Manowska, Dora Helen, Mieczysława Ćwiklińska, Józef Sandecki, Ludwik Sempoliński i wielu innych.
Od kilkudziesięciu lat operetka (choć nadal znajdująca się w repertuarach teatrów muzycznych i operowych) jest właściwie gatunkiem martwym. W odróżnieniu od oper (ale też musicali, wodewili, rewii), operetek się już właściwie w Polsce nie komponuje.
Operetkę wyparł w zasadzie powstały w latach międzywojennych musical, którego szczególna ekspansja rozpoczęła się w Polsce pod koniec lat 90. XX w.